# Siphae

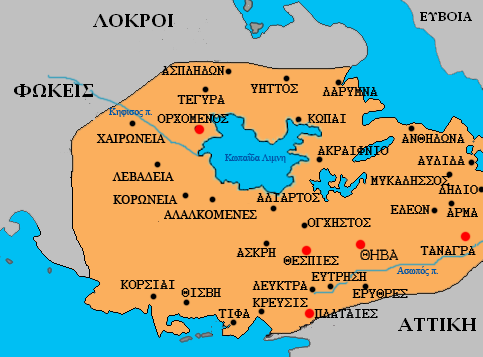
Carte de la Béotie. Tipha est au sud-ouest de Thèbes, sur le golfe de Corinthe.

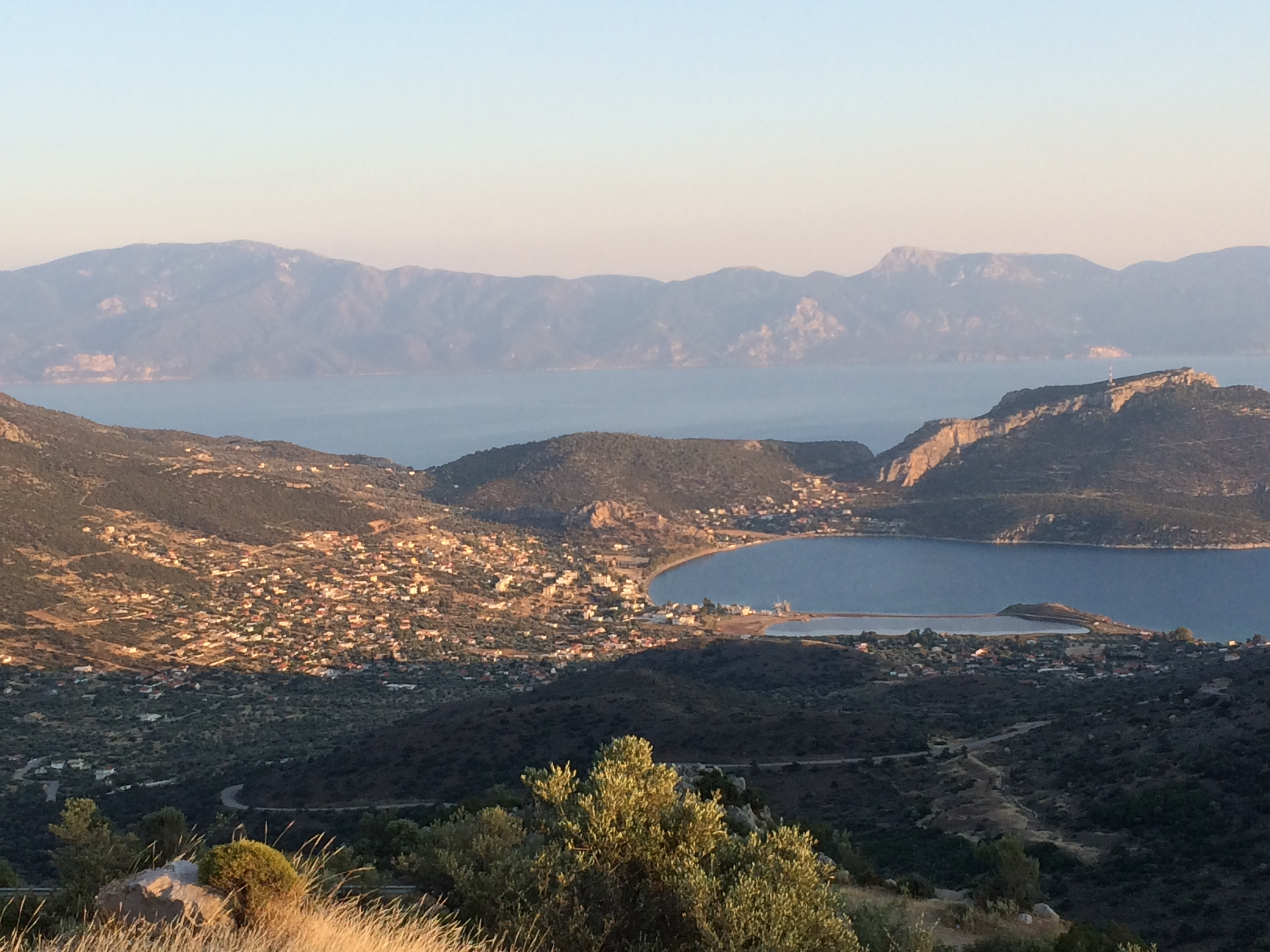
La baie et plage d'Halyki, avec l'acropole de Siphae, au milieu de l'image.

Siphae ou Siphai (en grec ancien : Σῖφαι),,,,, ou encore Tipha (Τίφα), ou Siphes, est une cité de l'antique Béotie dans le golfe de Corinthe. 
Son nom viendrait de Tiphys, le pilote des Argonautes. Du temps de Pausanias, les habitants de Siphae signalèrent le lieu où l'Argo aurait jeté l'ancre lors de son trajet du retour. Le même Pausanias mentionne un temple d'Héraclès dans la cité, héros que les habitants célébraient chaque année par des festivités,. Apollonios de Rhodes et Étienne de Byzance décrivent Siphae comme étant sous la domination de Thespies.
Elle est située près de l'actuel village grec d'Alykí, (300 habitants).

## Archéologie
L'acropole de l'ancienne Siphai domine au sud la plage d'Halyki. Les fortifications du IVe siècle av. J.-C. sont conservées sur plusieurs centaines de mètres, avec six tours carrées et trois portes, dont la plus importante est située près de la côte. Siphae et sa voisine Kreusis (en) servaient de ports à la cité béotienne de Thespies, située plus au nord à l'intérieur des terres.